# Estoloides aquilonius
Estoloides aquilonius är en skalbaggsart som beskrevs av Linsley och Chemsak 1984. Estoloides aquilonius ingår i släktet Estoloides och familjen långhorningar. Inga underarter finns listade i Catalogue of Life.